# Gorzykowo
Gorzykowo – wieś w Polsce położona w województwie wielkopolskim, w powiecie gnieźnieńskim, w gminie Witkowo.
W latach 1954–1961 wieś należała i była siedzibą władz gromady Gorzykowo, po jej zniesieniu w gromadzie Witkowo. W latach 1975–1998 miejscowość administracyjnie należała do województwa konińskiego.
Wieś jest siedzibą parafii Matki Bożej Królowej Polski. 
W miejscowości był przystanek kolejowy Gorzykowo.